# Robert Harmon
Robert Harmon (* 1953) ist ein US-amerikanischer Film- und Fernsehregisseur.

## Leben
Harmon begann seine Karriere im Filmgeschäft als Standfotograf Ende der 1970er Jahre. 1983 war er als Kameramann an dem Horrorfilm Kammer der Schrecken  beteiligt. Im gleichen Jahr drehte er mit China Lake einen ersten Kurzfilm, drei Jahre darauf folgte mit Hitcher, der Highway Killer sein erster Langspielfilm. Seit Ende der 1990er Jahre ist er ausnahmslos für das Fernsehen tätig. So inszenierte er beispielsweise in den Jahren 2005 bis 2015 acht der neun Teile umfassenden Jesse-Stone-Filmreihe. Harmon ist auch als Co-Produzent an diesen Filmen beteiligt gewesen. Seit 2011 ist er als Regisseur an der Serie Blue Bloods – Crime Scene New York beteiligt.
Für seine Regiearbeit war Harmon 1997 sowie 2004 für den Emmy nominiert.

## Filmografie (Auswahl)
- 1986: Hitcher, der Highway Killer (The Hitcher)
- 1993: Ohne Ausweg (Nowhere to Run)
- 1996: Der Untergang der Cosa Nostra (Gotti)
- 2000: The Crossing – Die entscheidende Schlacht (The Crossing)
- 2002: They – Sie Kommen (Wes Craven Presents: They)
- 2003: Highwaymen
- 2004: Ike: Countdown to D-Day
- 2005: Jesse Stone: Eiskalt (Stone Cold)
- 2006: Jesse Stone: Knallhart (Jesse Stone: Night Passage)
- 2006: Jesse Stone: Totgeschwiegen (Jesse Stone: Death in Paradise)
- 2007: Jesse Stone: Alte Wunden (Jesse Stone: Sea Change)
- 2009: Jesse Stone: Dünnes Eis (Jesse Stone: Thin Ice)
- 2010: Jesse Stone: Ohne Reue (Jesse Stone: No Remorse)
- 2012: Jesse Stone: Im Zweifel für den Angeklagten (Jesse Stone: Benefit of the Doubt)
- 2010: Weihnachten des Herzens
- seit 2011: Blue Bloods – Crime Scene New York (Blue Bloods, Fernsehserie)
- 2015: Jesse Stone: Lost in Paradise